# تاج‌الدوله زیار
ملک تاج‌الدوله زیار سی و یکمین فرمانروای دودمان پادوسپانیان و اولین نفر از ایشان بود که با نام «ملک» حکومت داشت. او میان سال‌های ۷۲۵ تا ۷۳۴ هجری، به حدود ده سال، در رویان و رستمدار فرمان می‌راند. تاج‌الدوله پیش از رسیدن به حکومت در کلارستاق مقیم بود و ناتله رستاق در کنترل او بود و با مرگ برادرش، استندار شهریار، بر رویان مسلط شد. برادر دیگر، عزالدوله، معترض شده و سعی کرد با کمک ابوسعید بهادرخان، به حکومت دست یابد، اما موفق به این کار نشد. تاج‌الدوله زیار مخالفان را سرکوب کرده و حکومت خود را بر رویان تثبیت نمود. زیار چهار پسر داشت که سه تن از ایشان ملوک رستمدار شدند: جلال‌الدوله اسکندر، فخرالدوله شاه‌غازی، گستهم (که خود به حکومت نرسید) و سعدالدوله توس.